# ریسارالدا (کالداس)
ریسارالدا (انگلیسی: Risaralda, Caldas) نام شهری در کشور کلمبیا است.